# Lentipes whittenorum
Lentipes whittenorum é uma espécie de peixe da família Gobiidae.
É endémica da Indonésia.